# Mistrzostwa Świata w Hokeju na Lodzie Kobiet 2012/II Dywizja
Mistrzostwa Świata w Hokeju na Lodzie Kobiet II dywizji 2012 odbędą się w dwóch państwach: w Słowenii (Maribor) oraz w Korei Południowej (Seul). Zawody były rozgrywane w dniach 25 - 31 marca dla grupy A oraz 10 - 16 marca. Jest to pierwszy turniej II dywizji po reformie IIHF.
W mistrzostwach drugiej dywizji uczestniczyło 12 zespołów, które zostały podzielone na dwie grupy po 6 zespołów. Rozegrały one mecze systemem każdy z każdym. Zwycięzcy turnieju grupy A awansują do mistrzostw świata pierwszej dywizji w 2013 roku, ostatni zespół grupy A w 2013 roku zagra w grupie B, zastępując zwycięzcę turnieju grupy B. Najsłabsza drużyna grupy B spadnie do drugiej dywizji.
Hale, w których odbyły się zawody to:
- Ledna dvorana Tabor (Maribor)
- Mok-Dong Arena (Seul)

## Grupa A
Wyniki
| 25 marca 2012 | Australia | 0:3 | Węgry | Ledna dvorana Tabor, Maribor |

| Szczegóły      | Szczegóły | Szczegóły       | Szczegóły | Szczegóły                                  |
| -------------- | --------- | --------------- | --------- | ------------------------------------------ |
| Godzina: 13:00 |           | (0:1, 0:1, 0:1) |           | Widzów: 342 Sędzia główny: Miyuki Nakayama |

| 25 marca 2012 | Chorwacja | 1:4 | Nowa Zelandia | Ledna dvorana Tabor, Maribor |

| Szczegóły      | Szczegóły | Szczegóły       | Szczegóły | Szczegóły                                   |
| -------------- | --------- | --------------- | --------- | ------------------------------------------- |
| Godzina: 16:30 |           | (0:1, 1:3, 0:0) |           | Widzów: 361 Sędzia główny: Kristine Langley |

| 25 marca 2012 | Korea Północna | 3:1 | Słowenia | Ledna dvorana Tabor, Maribor |

| Szczegóły      | Szczegóły | Szczegóły       | Szczegóły | Szczegóły                                                                   |
| -------------- | --------- | --------------- | --------- | --------------------------------------------------------------------------- |
| Godzina: 20:00 |           | (1:1, 2:0, 0:0) |           | Widzów: 410 Sędzia główny: Kaisa Ketonen Sędziowie liniowi: Miyuki Nakayama |

| 26 marca 2012 | Australia | 3:0 | Chorwacja | Ledna dvorana Tabor, Maribor |

| Szczegóły      | Szczegóły | Szczegóły       | Szczegóły | Szczegóły                                |
| -------------- | --------- | --------------- | --------- | ---------------------------------------- |
| Godzina: 13:00 |           | (1:0, 0:0, 2:0) |           | Widzów: 334 Sędzia główny: Kaisa Ketonen |

| 26 marca 2012 | Węgry | 4:5 | Korea Północna | Ledna dvorana Tabor, Maribor |

| Szczegóły      | Szczegóły | Szczegóły       | Szczegóły | Szczegóły                                   |
| -------------- | --------- | --------------- | --------- | ------------------------------------------- |
| Godzina: 16:30 |           | (3:1, 1:2, 0:2) |           | Widzów: 335 Sędzia główny: Kristine Langley |

| 26 marca 2012 | Nowa Zelandia | 4:3 | Słowenia | Ledna dvorana Tabor, Maribor |

| Szczegóły      | Szczegóły | Szczegóły       | Szczegóły | Szczegóły                              |
| -------------- | --------- | --------------- | --------- | -------------------------------------- |
| Godzina: 20:00 |           | (1:0, 2:1, 1:2) |           | Widzów: 410 Sędzia główny: Jana Zujewa |

| 28 marca 2012 | Korea Północna | 11:1 | Chorwacja | Ledna dvorana Tabor, Maribor |

| Szczegóły      | Szczegóły | Szczegóły       | Szczegóły | Szczegóły                                  |
| -------------- | --------- | --------------- | --------- | ------------------------------------------ |
| Godzina: 13:00 |           | (3:1, 3:0, 5:0) |           | Widzów: 323 Sędzia główny: Miyuki Nakayama |

| 28 marca 2012 | Australia | 7:2 | Nowa Zelandia | Ledna dvorana Tabor, Maribor |

| Szczegóły      | Szczegóły | Szczegóły       | Szczegóły | Szczegóły                              |
| -------------- | --------- | --------------- | --------- | -------------------------------------- |
| Godzina: 16:30 |           | (3:2, 2:0, 2:0) |           | Widzów: 365 Sędzia główny: Jana Zujewa |

| 28 marca 2012 | Węgry | 8:0 | Słowenia | Ledna dvorana Tabor, Maribor |

| Szczegóły      | Szczegóły | Szczegóły       | Szczegóły | Szczegóły                                   |
| -------------- | --------- | --------------- | --------- | ------------------------------------------- |
| Godzina: 20:00 |           | (4:0, 1:0, 3:0) |           | Widzów: 415 Sędzia główny: Kristine Langley |

| 29 marca 2012 | Nowa Zelandia | 1:7 | Korea Północna | Ledna dvorana Tabor, Maribor |

| Szczegóły      | Szczegóły | Szczegóły       | Szczegóły | Szczegóły                                  |
| -------------- | --------- | --------------- | --------- | ------------------------------------------ |
| Godzina: 13:00 |           | (0:2, 1:3, 0:2) |           | Widzów: 325 Sędzia główny: Miyuki Nakayama |

| 29 marca 2012 | Chorwacja | 0:6 | Węgry | Ledna dvorana Tabor, Maribor |

| Szczegóły      | Szczegóły | Szczegóły       | Szczegóły | Szczegóły                              |
| -------------- | --------- | --------------- | --------- | -------------------------------------- |
| Godzina: 16:30 |           | (0:3, 0:1, 0:2) |           | Widzów: 340 Sędzia główny: Jana Zujewa |

| 29 marca 2012 | Słowenia | 0:1 | Australia | Ledna dvorana Tabor, Maribor |

| Szczegóły      | Szczegóły | Szczegóły       | Szczegóły | Szczegóły                                |
| -------------- | --------- | --------------- | --------- | ---------------------------------------- |
| Godzina: 20:00 |           | (0:1, 0:0, 0:0) |           | Widzów: 412 Sędzia główny: Kaisa Ketonen |

| 31 marca 2012 | Węgry | 5:1 | Nowa Zelandia | Ledna dvorana Tabor, Maribor |

| Szczegóły      | Szczegóły | Szczegóły       | Szczegóły | Szczegóły                                |
| -------------- | --------- | --------------- | --------- | ---------------------------------------- |
| Godzina: 13:00 |           | (1:0, 3:0, 1:1) |           | Widzów: 335 Sędzia główny: Kaisa Ketonen |

| 31 marca 2012 | Korea Północna | 7:0 | Australia | Ledna dvorana Tabor, Maribor |

| Szczegóły      | Szczegóły | Szczegóły       | Szczegóły | Szczegóły                          |
| -------------- | --------- | --------------- | --------- | ---------------------------------- |
| Godzina: 16:30 |           | (4:0, 0:0, 3:0) |           | Widzów: 358 Sędzia główny: Langley |

| 31 marca 2012 | Słowenia | 3:2 pk. | Chorwacja | Ledna dvorana Tabor, Maribor |

| Szczegóły      | Szczegóły | Szczegóły                 | Szczegóły | Szczegóły                              |
| -------------- | --------- | ------------------------- | --------- | -------------------------------------- |
| Godzina: 20:00 |           | (1:1, 0:0, 1:1, 0:0, 1:0) |           | Widzów: 480 Sędzia główny: Jana Zujewa |

### Tabela
Lp. = lokata, M = liczba rozegranych spotkań, W = Wygrane, WpD = Wygrane po dogrywce lub karnych, PpD = Porażki po dogrywce lub karnych, P = Porażki, G+ = Gole strzelone, G- = Gole stracone, Pkt = Liczba zdobytych punktów,       = awans do I dywizji       = pozostanie w II dywizji, grupy A       = spadek do II dywizji, grupy B
| Lp. | Zespół         | M | W | WpD | PpD | P | G + | G - | +/- | Pkt |
| --- | -------------- | - | - | --- | --- | - | --- | --- | --- | --- |
| 1   | Korea Północna | 5 | 5 | 0   | 0   | 0 | 33  | 7   | +26 | 15  |
| 2   | Węgry          | 5 | 4 | 0   | 0   | 1 | 26  | 6   | +20 | 12  |
| 3   | Australia      | 5 | 3 | 0   | 0   | 2 | 11  | 12  | -1  | 9   |
| 4   | Nowa Zelandia  | 5 | 2 | 0   | 0   | 3 | 12  | 23  | -11 | 6   |
| 5   | Słowenia       | 5 | 0 | 1   | 0   | 4 | 7   | 18  | -11 | 2   |
| 6   | Chorwacja      | 5 | 0 | 0   | 1   | 4 | 4   | 27  | -23 | 1   |

## Grupa B
Wyniki
| 10 marca 2012 | Islandia | 2:1 | Belgia | Mok-Dong Arena, Seul |

| Szczegóły      | Szczegóły                                               | Szczegóły       | Szczegóły             | Szczegóły                              |
| -------------- | ------------------------------------------------------- | --------------- | --------------------- | -------------------------------------- |
| Godzina: 13:00 | B. Baldursdóttir 38:41 (EQ) B. Baldursdóttir 56:30 (EQ) | (0:0, 1:1, 1:0) | 20:36 (EQ) E. Clincke | Widzów: 200 Sędzia główny: Anna Eskola |

| 10 marca 2012 | Hiszpania | 3:4 | Polska | Mok-Dong Arena, Seul |

| Szczegóły      | Szczegóły                                                      | Szczegóły       | Szczegóły                                                                                      | Szczegóły                                  |
| -------------- | -------------------------------------------------------------- | --------------- | ---------------------------------------------------------------------------------------------- | ------------------------------------------ |
| Godzina: 16:30 | A. Calero 27:35 (PP) A. Calero 29:27 (EQ) M. Gurrea 35:28 (EQ) | (0:2, 3:0, 0:2) | 05:27 (SH) K. Późniewska 09:57 (EQ) M. Szynal 47:42 (EQ) I. Malinowska 48:14 (EQ) E. Czarnecka | Widzów: 300 Sędzia główny: Maria Zemiakova |

| 10 marca 2012 | Korea Południowa | 10:2 | Południowa Afryka | Mok-Dong Arena, Seul |

| Szczegóły      | Szczegóły | Szczegóły       | Szczegóły                                         | Szczegóły                                 |
| -------------- | --- | --------------- | ------------------------------------------------- | ----------------------------------------- |
| Godzina: 20:00 | Han Soo-jin 03:07 (EQ) Jo Su-sie 10:07 (EQ) Han Soo-jin 18:40 (EQ) Han Soo-jin 24:45 (EQ) Park Jong-ah 30:49 (EQ) Park Jong-ah 35:14 (EQ) Lee Kyou-sun 39:22 (EQ) Park Jong-ah 42:05 (EQ) Park Da-yun 52:16 (EQ) Park Jong-ah 54:14 (EQ) | (3:0, 4:1, 3:1) | 37:47 (EQ) D. Oxenham 58:16 (EQ) T. van Eeckhoven | Widzów: 800 Sędzia główny: Maija Kontturi |

| 11 marca 2012 | Belgia | 0:7 | Polska | Mok-Dong Arena, Seul |

| Szczegóły      | Szczegóły | Szczegóły       | Szczegóły | Szczegóły                                  |
| -------------- | --------- | --------------- | --- | ------------------------------------------ |
| Godzina: 13:00 |           | (0:2, 0:3, 0:2) | 06:19 (EQ) M. Bigos 18:34 (PP) P. Kulas 26:47 (EQ) A. Pióro 30:34 (EQ) K. Późniewska 35:35 (EQ) M. Czaplik 40:31 (EQ) K. Późniewska 59:26 (EQ) M. Bigos | Widzów: 100 Sędzia główny: Maria Zemiakova |

| 11 marca 2012 | Południowa Afryka | 0:12 | Hiszpania | Mok-Dong Arena, Seul |

| Szczegóły      | Szczegóły | Szczegóły       | Szczegóły | Szczegóły                              |
| -------------- | --------- | --------------- | --- | -------------------------------------- |
| Godzina: 16:30 |           | (0:1, 0:4, 0:7) | 15:09 (PP) L. Ruiz 24:22 (EQ) A. Ucedo 27:36 (EQ) L. Ortuño 28:10 (EQ) A. Calero 35:24 (EQ) L. Ruiz 41:11 (PP) A. Merino 46:04 (EQ) A. Merino 47:50 (EQ) A. Merino 48:01 (EQ) C. Hernandez 48:47 (EQ) M. Gurrea 49:27 (EQ) J. Fouz 52:55 (EQ) A. Ucedo | Widzów: 150 Sędzia główny: Anna Eskola |

| 11 marca 2012 | Korea Południowa | 2:1 pk. | Islandia | Mok-Dong Arena, Seul |

| Szczegóły      | Szczegóły                                   | Szczegóły       | Szczegóły                 | Szczegóły                                 |
| -------------- | ------------------------------------------- | --------------- | ------------------------- | ----------------------------------------- |
| Godzina: 20:00 | Jo Su-sie 21:55 (EQ) Han Soo-jin 65:00 (PS) | (0:0, 1:1, 0:0) | 39:28 (EQ) A. Agustdóttir | Widzów: 300 Sędzia główny: Maija Kontturi |

| 13 marca 2012 | Belgia | 6:0 | Południowa Afryka | Mok-Dong Arena, Seul |

| Szczegóły      | Szczegóły | Szczegóły       | Szczegóły | Szczegóły                                  |
| -------------- | --- | --------------- | --------- | ------------------------------------------ |
| Godzina: 13:00 | L. de Decker 01:47 (EQ) V. Jenaer 05:27 (EQ) S. Frere 44:24 (EQ) S. Frere 44:51 (EQ) S. Morel de Westgaver 50:51 (EQ) L. de Decker 55:27 (EQ) | (2:0, 0:0, 4:0) |           | Widzów: 100 Sędzia główny: Sylena Mutsaers |

| 13 marca 2012 | Islandia | 2:7 | Polska | Mok-Dong Arena, Seul |

| Szczegóły      | Szczegóły                                               | Szczegóły       | Szczegóły | Szczegóły                              |
| -------------- | ------------------------------------------------------- | --------------- | --- | -------------------------------------- |
| Godzina: 16:30 | S. Shantz-Smiley 21:17 (PP) S. Shantz-Smiley 21:46 (PP) | (0:1, 2:1, 0:5) | 12:05 (EQ) P. Kulas 21:46 (EQ) M. Szynal 41:07 (EQ) M. Szynal 43:06 (PP) K. Frąckowiak 47:50 (PP) M. Szynal 52:30 (EQ) E. Czarnecka 59:14 (EQ) K. Byczkowska | Widzów: 100 Sędzia główny: Anna Eskola |

| 13 marca 2012 | Korea Południowa | 1:3 | Hiszpania | Mok-Dong Arena, Seul |

| Szczegóły      | Szczegóły                | Szczegóły       | Szczegóły                                                   | Szczegóły                                  |
| -------------- | ------------------------ | --------------- | ----------------------------------------------------------- | ------------------------------------------ |
| Godzina: 20:00 | Yong Hwa-yeon 44:23 (EQ) | (0:0, 0:1, 1:2) | 25:22 (EQ) A. Ucedo 40:49 (EQ) A. Calero 49:19 (EQ) J. Fouz | Widzów: 300 Sędzia główny: Maria Zemiakova |

| 15 marca 2012 | Południowa Afryka | 2:6 | Islandia | Mok-Dong Arena, Seul |

| Szczegóły      | Szczegóły                                   | Szczegóły       | Szczegóły | Szczegóły                                  |
| -------------- | ------------------------------------------- | --------------- | --- | ------------------------------------------ |
| Godzina: 13:00 | D. Oxenham 04:12 (EQ) D. Oxenham 54:02 (EQ) | (1:2, 0:0, 1:4) | 16:57 (PP) S. Sigurgeirsdóttir 17:36 (EQ) F. Johannesdóttir 40:39 (EQ) B. Baldursdóttir 43:43 (EQ) G. Blondal 55:14 (EQ) H. Heimisóttir 55:41 (EQ) L. Sveinsdóttir | Widzów: 100 Sędzia główny: Maria Zemiakova |

| 15 marca 2012 | Hiszpania | 1:0 | Belgia | Mok-Dong Arena, Seul |

| Szczegóły      | Szczegóły            | Szczegóły       | Szczegóły | Szczegóły                                 |
| -------------- | -------------------- | --------------- | --------- | ----------------------------------------- |
| Godzina: 16:30 | M. Gurrea 57:00 (EQ) | (0:0, 0:0, 1:0) |           | Widzów: 100 Sędzia główny: Maija Kontturi |

| 15 marca 2012 | Polska | 2:1 pd. | Korea Południowa | Mok-Dong Arena, Seul |

| Szczegóły      | Szczegóły                                         | Szczegóły            | Szczegóły               | Szczegóły                                  |
| -------------- | ------------------------------------------------- | -------------------- | ----------------------- | ------------------------------------------ |
| Godzina: 20:00 | K. Późniewska 44:42 (EQ) K. Późniewska 61:18 (EQ) | (0:0, 0:0, 1:1, 1:0) | 59:05 (EQ) Park Jong-ah | Widzów: 300 Sędzia główny: Sylena Mutsaers |

| 16 marca 2012 | Islandia | 0:3 | Hiszpania | Mok-Dong Arena, Seul |

| Szczegóły      | Szczegóły | Szczegóły       | Szczegóły                                                      | Szczegóły                                  |
| -------------- | --------- | --------------- | -------------------------------------------------------------- | ------------------------------------------ |
| Godzina: 13:00 |           | (0:0, 0:2, 0:1) | 22:17 (PP) L. Ruiz 32:09 (EQ) L. Ortuño 44:56 (EQ) A. González | Widzów: 100 Sędzia główny: Sylena Mutsaers |

| 16 marca 2012 | Polska | 18:0 | Południowa Afryka | Mok-Dong Arena, Seul |

| Szczegóły      | Szczegóły | Szczegóły       | Szczegóły | Szczegóły                                 |
| -------------- | --- | --------------- | --------- | ----------------------------------------- |
| Godzina: 16:30 | K. Późniewska 03:41 (EQ) E. Czarnecka 08:17 (EQ) K. Późniewska 10:55 (PP) K. Późniewska 11:21 (EQ) M. Szynal 17:41 (EQ) S. Bielas 23:21 (EQ) A. Berecka 24:03 (EQ) K. Chrapek 25:33 (EQ) M. Ślimak 27:16 (EQ) K. Frąckowiak 27:32 (EQ) M. Nowacka 36:25 (EQ) K. Późniewska 38:08 (EQ) M. Bigos 46:20 (EQ) M. Szynal 47:31 (EQ) K. Frąckowiak 48:06 (EQ) A. Berecka 50:38 (EQ) M. Czaplik 52:10 (EQ) S. Bielas 59:55 (EQ) | (5:0, 7:0, 6:0) |           | Widzów: 150 Sędzia główny: Maija Kontturi |

| 16 marca 2012 | Belgia | 0:2 | Korea Południowa | Mok-Dong Arena, Seul |

| Szczegóły      | Szczegóły | Szczegóły       | Szczegóły                                       | Szczegóły                              |
| -------------- | --------- | --------------- | ----------------------------------------------- | -------------------------------------- |
| Godzina: 20:00 |           | (0:0, 0:1, 0:1) | 31:00 (EQ) Han Jae-yeon 59:57 (EQ) Park Jong-ah | Widzów: 800 Sędzia główny: Anna Eskola |

### Tabela
Lp. = lokata, M = liczba rozegranych spotkań, W = Wygrane, WpD = Wygrane po dogrywce lub karnych, PpD = Porażki po dogrywce lub karnych, P = Porażki, G+ = Gole strzelone, G- = Gole stracone, Pkt = Liczba zdobytych punktów,       = awans do II dywizji, grupa A       = pozostanie w II dywizji, grupy B
| Lp. | Zespół            | M | W | WpD | PpD | P | G + | G - | +/- | Pkt |
| --- | ----------------- | - | - | --- | --- | - | --- | --- | --- | --- |
| 1   | Polska            | 5 | 4 | 1   | 0   | 0 | 38  | 6   | +32 | 14  |
| 2   | Hiszpania         | 5 | 4 | 0   | 0   | 1 | 22  | 5   | +17 | 12  |
| 3   | Korea Południowa  | 5 | 2 | 1   | 1   | 1 | 16  | 8   | +8  | 9   |
| 4   | Islandia          | 5 | 2 | 0   | 1   | 2 | 11  | 15  | -4  | 7   |
| 5   | Belgia            | 5 | 1 | 0   | 0   | 4 | 7   | 12  | -5  | 3   |
| 6   | Południowa Afryka | 5 | 0 | 0   | 0   | 5 | 4   | 52  | -48 | 0   |